# Газерд (Кентуккі)
Газерд (англ. Hazard) — місто (англ. city) в США, в окрузі Перрі штату Кентуккі. Населення — 5263 особи (2020).

## Географія
Газерд розташований за координатами 37°14′54″ пн. ш. 83°11′23″ зх. д. / 37.24833° пн. ш. 83.18972° зх. д. (37.248306, -83.189820).  За даними Бюро перепису населення США в 2010 році місто мало площу 13,65 км², з яких 13,32 км² — суходіл та 0,33 км² — водойми. В 2017 році площа становила 19,67 км², з яких 19,28 км² — суходіл та 0,39 км² — водойми.

## Демографія
Згідно з переписом 2010 року, у місті мешкало 4456 осіб у 1918 домогосподарствах у складі 1167 родин. Густота населення становила 326 осіб/км².  Було 2172 помешкання (159/км²).
Расовий склад населення:
| - 90,4 % — білих - 5,9 % — чорних або афроамериканців - 1,2 % — азіатів - 0,1 % — корінних американців |

До двох чи більше рас належало 2,0 %. Частка іспаномовних становила 0,4 % від усіх жителів.
За віковим діапазоном населення розподілялося таким чином: 21,6 % — особи молодші 18 років, 63,9 % — особи у віці 18—64 років, 14,5 % — особи у віці 65 років та старші. Медіана віку мешканця становила 40,5 року. На 100 осіб жіночої статі у місті припадало 90,7 чоловіків;  на 100 жінок у віці від 18 років та старших — 85,2 чоловіків також старших 18 років.
Середній дохід на одне домашнє господарство  становив 58 180 доларів США (медіана — 31 714), а середній дохід на одну сім'ю — 71 588 доларів (медіана — 46 295). Медіана доходів становила 43 023 долари для чоловіків та 29 464 долари для жінок. За межею бідності перебувало 26,5 % осіб, у тому числі 36,1 % дітей у віці до 18 років та 10,0 % осіб у віці 65 років та старших.
Цивільне працевлаштоване населення становило 1821 осіб. Основні галузі зайнятості: освіта, охорона здоров'я та соціальна допомога — 41,1 %, роздрібна торгівля — 15,9 %, мистецтво, розваги та відпочинок — 7,9 %, сільське господарство, лісництво, риболовля — 6,3 %.